# Рогожниковы
Рогожниковы — казачий и дворянский род со станицы Буранной Первого (Оренбургского) военного отдела Оренбургского казачьего войска.

## Известные представители

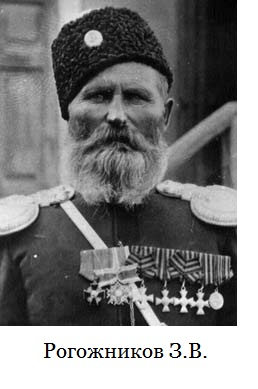
Рогожников, Захар Васильевич

- Рогожников, Василий Иванович — полковник (с 06.05.1881 г.). Служба: командир 3 ОКП (1877—1884), в 6 ОКП (1877—1887), командир 6-го Оренбургского казачьего полка (03.01.1877-09.1885). Участник среднеазиатских походов 1873, 1875—1876 гг. Золотой шашкой с надписью «За храбрость», Орден Св. Георгия IV ст. (19.02.1876)[1].
- Рогожников, Яков Иванович — генерал-майор (1917 г.), участник русско-японской войны, Первой Мировой войны и Гражданской войны в Оренбуржье. Полный Георгиевский кавалер.
- Рогожников, Захар Васильевич — войсковой старшина (1909 г.), участник похода 1864, отличился при взятии г. Туркестан и Чимкент. Участник в походах 1865—1866 гг., Кокандском походе 1875—1876 гг[2].